# 島原地域広域市町村圏組合消防本部
島原地域広域市町村圏組合消防本部（しまばらちいきこういきしちょうそんけんくみあいしょうぼうほんぶ）は、長崎県島原半島3市（島原市・南島原市・雲仙市）の組合、島原地域広域市町村圏組合の消防本部（消防組合）である。本部は島原市の島原消防署と併設されている。

## 主力機械
- （2018年4月1日現在）
  - 水槽付消防ポンプ自動車：5
  - 小型水槽付消防ポンプ車：3
  - 消防ポンプ車：1
  - 救助工作車：2
  - 救急自動車：8
  - はしご付消防自動車：1
  - 広報車：5
  - 指揮車：2
  - 資機材搬送車：2
  - その他：7

## 所在地
- 〒855-0033 長崎県島原市新馬場町872-2（島原消防署と併設）
  - 北緯32度47分51.6秒 東経130度22分0.8秒 / 北緯32.797667度 東経130.366889度座標: 北緯32度47分51.6秒 東経130度22分0.8秒 / 北緯32.797667度 東経130.366889度
  - 国道251号（島原街道）沿いにある。

## 管轄地
- 島原市全域
- 南島原市全域
- 雲仙市の旧瑞穂町、国見町地区
  - 旧国見町、旧瑞穂町地区は合併で雲仙市ができる前より、島原地域広域市町村圏組合に属していたという経緯から、島原地域広域市町村圏組合消防本部が管轄している。[1]

## 沿革

### 昭和
- 1969年（昭和44年）
  - 7月 - 地方自治法第284条第1項の規定に基づき、島原地域が広域市町村圏に指定され、島原地域広域市町村圏協議会（広域行政機構）を設置。
- 1970年（昭和45年）4月 - 島原地域消防福祉組合（現在の消防組織の前身）が発足。常備消防業務・伝染病隔離病舎事業を開始。
- 1971年（昭和46年）4月1日 - 島原地域広域市町村圏組合が発足。事務局を設置し、消防救急業務を開始。

### 平成
- 2006年（平成18年）4月 - 消防本部と島原消防署新庁舎が完成（指令課新設、高機能消防司令センター併設）、南分署を南島原消防署に昇格。
- 2011年（平成23年）3月 - 南島原市西有家町須川に南島原消防署新庁舎が完成。

## 組織

### 消防本部
- 消防長
  - 次長
    - 総務課
    - 予防課
    - 警防課
    - 指令課

### 消防署

#### 1.島原消防署
- 所在地 - 消防本部と同じ。
- 組織
  - 署長
    - 消防一課 - 庶務係・警防係・予防係・救急係
    - 消防二課 - 庶務係・警防係・予防係・救急係
    - 分署- 消防一係・消防二係
      - 1.北分署（きた） - 〒859-1306雲仙市国見町神代己111-3

#### 2.南島原消防署
- 所在地 - 〒859-2212南島原市西有家町須川1218-8
- 組織
  - 署長
    - 消防一課 - 消防係・予防係・救急係
    - 消防二課 - 消防係・予防係・救急係
    - 分署 - 消防一係・消防二係
      - 1.布津分署（ふつ）- 〒859-2113南島原市布津町丙2812-1
      - 2.有馬分署（ありま）- 〒859-2415南島原市南有馬町戊447-1
      - 3.口之津分署（くちのつ）- 〒859-2504南島原市口之津町丙2093-7